# Корабльов Василь Миколайович
Корабльо́в Василь Микола́йович (24(12).04, за ін. даними, 13(01).01.1873 — 14.02.1936 або 1937) — учений, журналіст, освіт. діяч, мемуарист. Народився в с. Криштопівка (Криштівка, Криштанівка) Павлоградського повіту Катеринославської губернії (нині село Близнюківського району Харківської обл.), за ін. даними — у Полтаві. Син педагога. Освіту здобував у Павлоградській та Ніжинській гімназіях, останню закінчив 1893 із золотою медаллю. 1897 завершив навчання на історико-філологічному факультеті Петербурзького університету і залишився в цьому закладі для підготовки до наукової діяльності. Того ж року опублікував нарис «Сербия и сербы». Мав відрядження на два роки за кордон. Відвідав, зокрема, Німеччину й Австро-Угорщину, з Белграда (Сербія) був висланий, оскільки зажив репутації «небезпечного агітатора» своєю пропагандою слов'янофільських доктрин (див. Слов'янофіли).
1899—1914 викладав у петербурзькому реальному училищі. На шпальтах наук. преси («Известия Отделения русского языка и словесности», «Византийский временник» та ін.) регулярно друкував різноманітні рецензії, у тому числі на «Записки Наукового товариства імені Шевченка». Уміщував мандрівні нотатки, огляди політичних подій і культурних явищ й ін. матеріали в низці часописів, зокрема, таких, як «Педагогический еженедельник», «Русский труд», «Санкт-Петербургские ведомости», «Жизнь», «Литературный вестник», а також у зарубіжних журналах, у галицькому збірнику «Научно-литературный сборник Галицко-русской матицы». 1902 у Львові видав брошуру «Памяти Г. И. Успенского». Досліджував творчість М.Гоголя, В.Жуковського.
Від 1902 редагував «Известия Санкт-Петербургского славянского благотворительного общества» (з 1904 — «Славянские известия»). Від 1905 виконував обов'язки секретаря Петербурзького слов'янського комітету, з наступного року помічника гол. редактора газ. «Правительственный вестник», став постійним автором як цього органу, так і спорідненого офіціозу «Русское государство».
Від 1912 читав курси лекцій у Практичній сх. акад., 1913 — у Петерб. історико-філологічному та Жіночому педагогічному інститутах. 1915 служив окружним інспектором Петрогр. учбового округу. За радянської влади був — з 1921 — проф. Петрогр. ун-ту (нині Петербурзький університет), від 1923 працював у Ін-ті нар. госп-ва, від 1931 — співробітник Ін-ту слов'яно-знавства в Ленінграді (нині м. Санкт-Петербург). Надрукував спогади «Об Э. Э. Эссене» («Красная летопись», 1931, № 3), статтю «Академик А. Н. Пыпин и славянский вопрос» («Вестник Академии наук СССР», 1933, № 7–9), біографічні нотатки «Памяти академика И. В. Ягича» («Труды Института славяноведения АН СССР», 1934, вип. 2) тощо.
1934 заарештований, безпідставно засуджений і висланий до Алма-Ати (нині м. Алмати, Республіка Казахстан), де й помер. Реабілітований посмертно.